# 圣母忠仆会教堂 (维也纳)

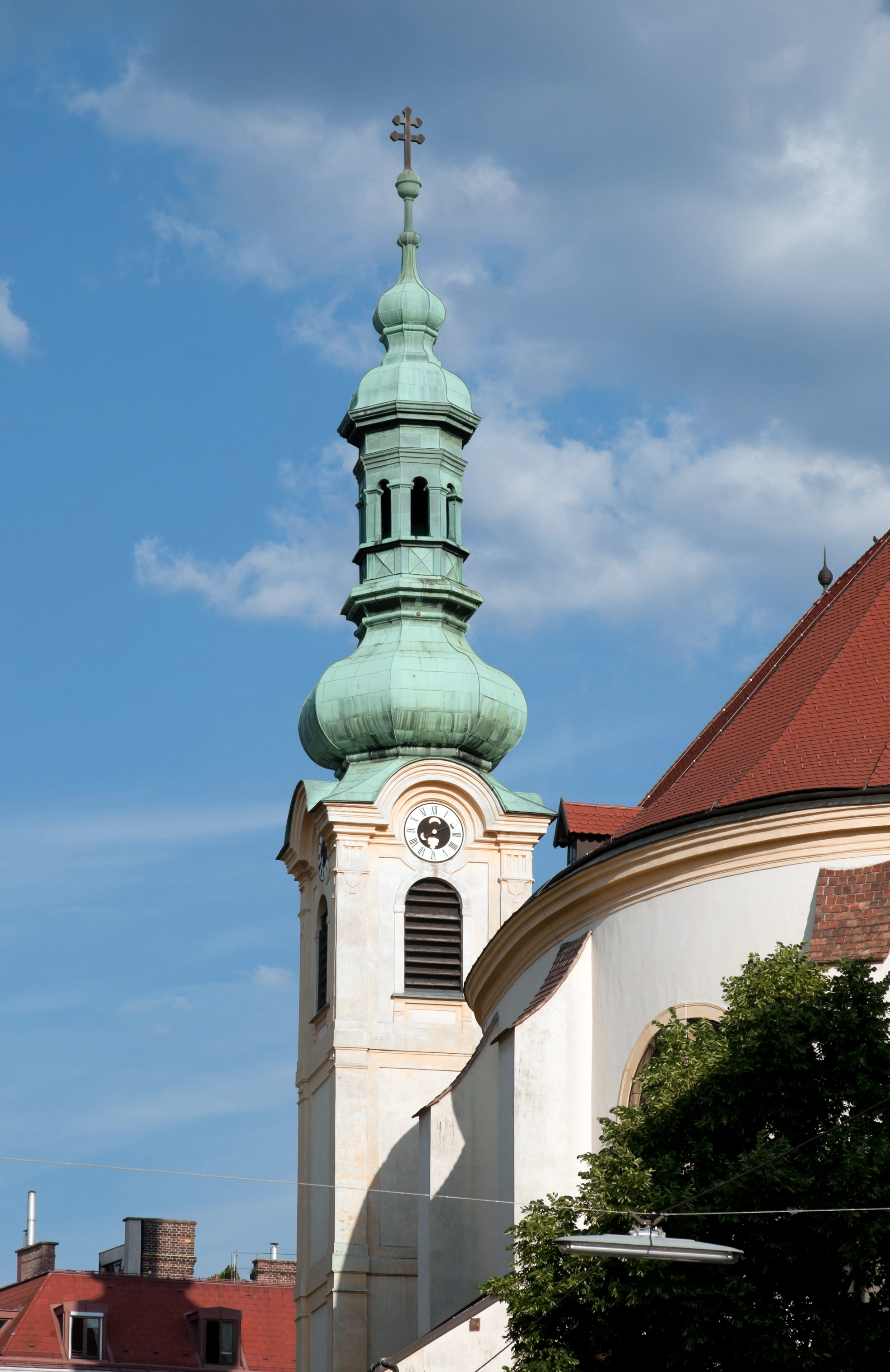
圣母忠仆会教堂

圣母忠仆会教堂（德語：Servitenkirche）是奥地利维也纳的一座教堂。

## 历史
1638年9月16日，神圣罗马帝国皇帝斐迪南三世允许圣母忠仆会在维也纳建立修道院。 
圣母忠仆会教堂的设计灵感来自意大利建筑师安德烈亚·帕拉弟奥。堂名圣母领报。1751年11月11日奠基，1760年祝圣，当时室内装修尚未完成。
堂内最重要的艺术品是七苦聖母祭台的圣母怜子。奥克塔维奥·皮科洛米尼-皮里亲王 (阿马尔菲公爵)墓位于这个祭台下面。